# Bandō Mitsugorō VIII
Bandō Mitsugorō VIII (八代目坂東三津五郎?; Tokyo, 19 ottobre 1906 – Kyoto, 16 gennaio 1975) è stato un attore giapponese.
Fu uno dei più celebri attori giapponesi di teatro Kabuki dagli anni trenta fino alla morte. Era un rinomato interprete di ruoli tachiyaku e katakiyaku, specializzato in particolare nello stile aragoto. Nel 1973 venne ufficialmente designato Tesoro nazionale vivente dal governo giapponese.

## Biografia
Ottavo nella dinastia dei Bandō Mitsugorō, venne adottato da Bandō Mitsugorō VII; suo figlio e il nipote utilizzarono anch'essi il medesimo nome d'arte, divenendo il nono e il decimo Mitsugorō rispettivamente.

## Carriera
Bandō debuttò sul palcoscenico all'età di 7 anni, nel 1913, come Bandō Yosouke III. Nel 1928 divenne Minosuke VI, recitando con questo nome al teatro Meiji-za.
Dopo alcuni anni passati in una compagnia kabuki della Toho, si trasferì nella regione del Kansai; dove visse per circa vent'anni, esibendosi a Osaka ed in altre città, e prese parte all'ultimo spettacolo andato in scena presso l'Ōsaka Kabuki-za, che chiuse i battenti nel 1958.
Nel 1962, a seguito del suo ritorno a Tokyo, ed alla morte del padre adottivo Bandō Mitsugorō VII, Bandō prese il nome d'arte Mitsugorō VIII. Quattro anni dopo, si esibì durante la cerimonia inaugurale del Teatro Nazionale di Tokyo.
Nel dicembre 1974, recitò come Kakogawa Honzō in Kanadehon Chūshingura (La storia dei 47 Ronin), in quella che si rivelò essere la sua ultima interpretazione poiché morì il mese seguente all'età di 68 anni a causa di una intossicazione alimentare.

## Morte
Il 16 gennaio 1975, Bandō andò a mangiare in un ristorante di Kyoto con degli amici e ordinò quattro porzioni di fugu kimo, fegato di pesce palla, pietanza proibita dalle autorità locali dell'epoca data l'alta velenosità. Sostenendo d'essere immune al veleno del pesce in questione, mangiò tutti i fegati ma, al ritorno nella sua stanza d'hotel e dopo otto ore di graduale paralisi degli arti e problemi respiratori, morì.